# Ђојоза Мареа
Ђојоза Мареа (итал. Gioiosa Marea) је насеље у Италији у округу Месина, региону Сицилија.
Према процени из 2011. у насељу је живело 3238 становника. Насеље се налази на надморској висини од 87 м.

## Становништво
| 1936. | 1951. | 1961. | 1971. | 1981. | 1991. | 2001. | 2011. |
| ----- | ----- | ----- | ----- | ----- | ----- | ----- | ----- |
| 7.293 | 7.532 | 6.906 | 6.084 | 6.221 | 6.867 | 7.245 | 7.114 |